# NBA Live (серия игр)
NBA Live (в 2010—2011 — NBA Elite) — серия видеоигр от EA Sports, один из наиболее успешных баскетбольных симуляторов. Основана на профиле Национальной баскетбольной ассоциации.

## История
Предшественницей NBA Live была серия NBA Playoffs, впервые выпущенная в 1989 году для MS-DOS-совместимых компьютеров и перенесённая в 1991 году на платформу Sega Mega Drive/Sega Genesis. Первая игра в серии — Lakers versus Celtics имела вид с бока площадки (горизонтальный), последующие перешли на изометрию, а затем на 3D. NBA Showdown 94 для SNES стала последней игрой в серии перед переходом к NBA Live.
NBA Live 95 из новой серии была выпущена 3 декабря 1994 года для приставок Sega Mega Drive/Genesis и SNES. Функция создания игрока здесь не поддерживалась и была внедрена только в следующем выпуске. В NBA Live 98 впервые установлена поддержка графических карт 3Dfx. Начиная с NBA Live 2000 предусмотрен выбор «Команд всех звёзд», где представлены лучшие игроки НБА с 50-х по 90-е годы (разбиты на команды по декадам). NBA Live 07 начал поддерживать платформы PlayStation 2, Xbox, PlayStation Portable и Xbox360; следующий выпуск также поддерживал PlayStation 3 и Wii.
В 2010 году после выпуска NBA Live 10 серия NBA Live пережила ребрендинг. В период с 2010 по 2011 год серия продолжала выходить под заголовками NBA Elite (для Xbox 360 и PS3) и NBA Jam (для Wii). Однако актуальная на тот момент NBA Elite 11 была холодно встречена общественностью, а из-за проблем с разработкой работы над игрой были прекращены вскоре после релиза.
В 2012 году серии было возвращено название EA Live. Однако разрабатывавшаяся игра NBA Live 13 была отменена незадолго до релиза в связи с проблемами в движке игры. В 2013 году серия была возрождена выпуском игры NBA Live 14. По состоянию на 2018 год, последней игрой серии является NBA Live 19, вышедшая 7 сентября 2018 года на PS4 и Xbox One. Игрокам предстоит покорять режимы карьеры The League и The Street.

### Игры серии
| Название               | На обложке                                                                         |
| ---------------------- | ---------------------------------------------------------------------------------- |
| NBA Live 95            | Семь игроков из финала НБА 1994 года, Нью-Йорк Никс против Хьюстон Рокетс          |
| NBA Live 96            | Шакил О'Нил                                                                        |
| NBA Live 97            | Митч Ричмонд                                                                       |
| NBA Live 98            | Тим Хардуэй                                                                        |
| NBA Live 99            | Антуан Уокер                                                                       |
| NBA Live 2000          | Тим Данкан                                                                         |
| NBA Live 2001          | Кевин Гарнетт Арвидас Сабонис, Пау Газоль                                          |
| NBA Live 2002          | Стив Фрэнсис                                                                       |
| NBA Live 2003          | Джейсон Кидд                                                                       |
| NBA Live 2004          | Винс Картер                                                                        |
| NBA Live 2005          | Кармело Энтони Тони Паркер                                                         |
| NBA Live 06            | Дуэйн Уэйд Юта Табусе, Тони Паркер, Пау Газоль                                     |
| NBA Live 07            | Трэйси Макгрэди Дирк Новицки, Тони Паркер и Борис Дьяо, Пау Газоль                 |
| NBA Live 08            | Гилберт Аринас Дирк Новицки, Андреа Барньяни, Пау Газоль, Тони Паркер и Борис Дьяо |
| NBA Live 09            | Тони Паркер Луол Денг, Андреа Барньяни, Пау Газоль                                 |
| NBA Live 10            | Дуайт Ховард                                                                       |
| NBA Elite 11           | Кевин Дюрант                                                                       |
| NBA Live 13 (отменена) | Изображён силуэт игрока                                                            |
| NBA Live 14            | Кайри Ирвинг                                                                       |
| NBA Live 15            | Дамиан Лиллард                                                                     |
| NBA Live 16            | Расселл Уэстбрук                                                                   |
| NBA Live 18            | Джеймс Харден                                                                      |
| NBA Live 19            | Джоэл Эмбиид                                                                       |